# Адолф Сакс
Адолф Сакс (Динан, 6. новембар 1814 — Париз, 7. фебруар 1894) је био белгијски дизајнер музичких инструмената, најпознатији по томе што је измислио саксофон.

## Биографија
Адолф Сакс је рођен 1814. године у Динану у Белгији. Отац му се звао Шарл Жозеф Сакс и такође је био дизајнер музичких инструмената. У 24. години живота унапредио је дизајн бас-кларинета. Потом се преселио у Париз где је радио на читавом сету инструмената. Створио је саксхорну (од војничке трубе), саксов рог (дувачки инструмент са вентилима) и флугелхорну која је претеча модерног еуфонијума. Измислио је и сакстромбу са вентилима и ужим отвором од саксовог рога, а и кларинет-бурдон, претечу контрабас кларинета. Међутим, Адолф Сакс је најпознатији по изуму саксофона. Године 1842. композитор Хектор Берлиоз написао је одобрење за саксофон. Од 1842. до 1846. године Сакс је измислио читав асортиман саксофона. Откриће саксофона донело је Саксу углед захваљујући коме је 1857. године постао учитељ на Париском конзерваторијуму. Сакс је наставио да осмишљава инструменте до краја свог живота. Умро је у Паризу 7. фебруара 1894. године. Сахрањен је на гробљу Монмартр.

## Остали инструменти Адолфа Сакса
- Сакстромба
- Саксхорна
- Сакстуба